# Њижни Лањец
Њижни Лањец (слч. Nižný Lánec) насељено је мјесто са административним статусом сеоске општине (слч. obec) у округу Кошице-околина, у Кошичком крају, Словачка Република.

## Становништво
| Година:    | 1994. | 2004.   | 2014.   | 2024.   |
| ---------- | ----- | ------- | ------- | ------- |
| Број људи: | 394   | 417     | 443     | 471     |
| Разлика:   |       | +5,83 % | +6,23 % | +6,32 % |

| Година:    | 2023. | 2024.   |
| ---------- | ----- | ------- |
| Број људи: | 469   | 471     |
| Разлика:   |       | +0,42 % |

Према подацима о броју становника из 2011. године насеље је имало 429 становника.